# Pinel Island
Pinel Island (Frans: Îlet Pinel) is een onbewoond eiland en beschermd natuurgebied op het Franse deel van Sint-Maarten. Het eiland meet 14 hectare, en is met een veerboot vanaf het Franse dorp Cul de Sac te bereiken. Pinel Island heeft witzandstranden, en naakttoerisme is toegestaan. Het eiland ligt ongeveer 170 meter uit de kust.

## Legende
Volgens de legende probeerde de boekanier Pinel uit Saba het eiland Sint Maarten te veroveren, maar werd door de lokale bevolking verdreven, en strandde met zijn schip op het eiland.

## Overzicht
Elk half uur vertrekt vanaf Cul de Sac een veerboot naar Pinel Island, maar buiten het hoogseizoen vertrekt de laatste veerboot om 16:00. Het eiland kan volgens sommige sites ook met de kajak of de boot worden bereikt, maar de officiële site raadt het af.
Pinel Island bevat drie stranden waarvan het noordelijke strand bijzonder rustig is. Er bevinden zich twee restaurants op het eiland. Het eiland wordt bewoond door leguanen en schildpadden. Er is een wandelpad uitgezet waarmee je in een uur het hele eiland kan bekijken. Het eiland is geschikt voor snorkelen en duiken, maar duikflessen zijn niet toegestaan.
Het eiland is sinds 2004 een beschermd natuurgebied, en er zijn beperkingen zoals geen waterscooters en een visverbod.

## Galerij

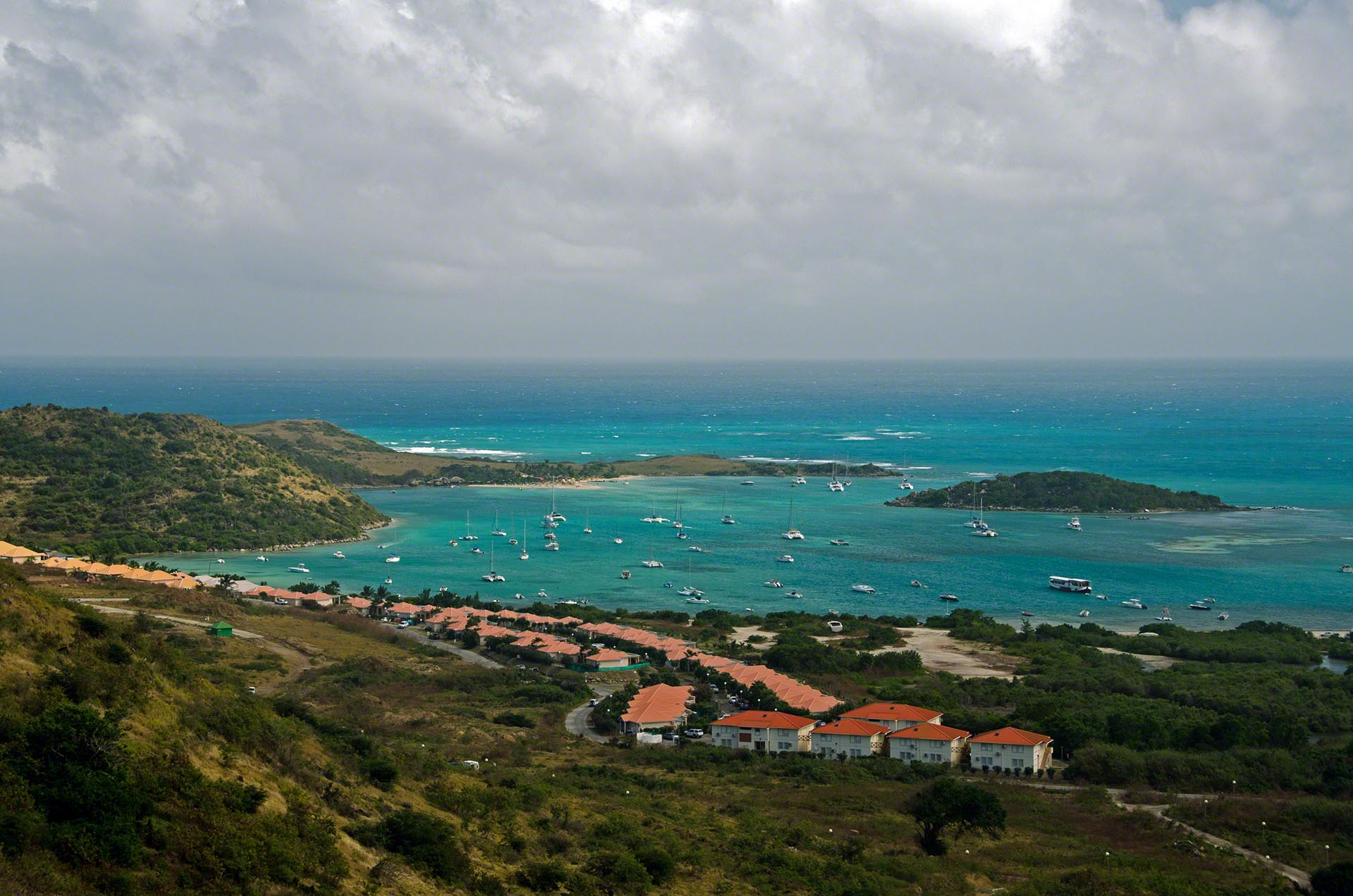
Pinel Island (linksachter) gezien vanaf Cul de Sac. Rechtsvoor is Petit Clef.
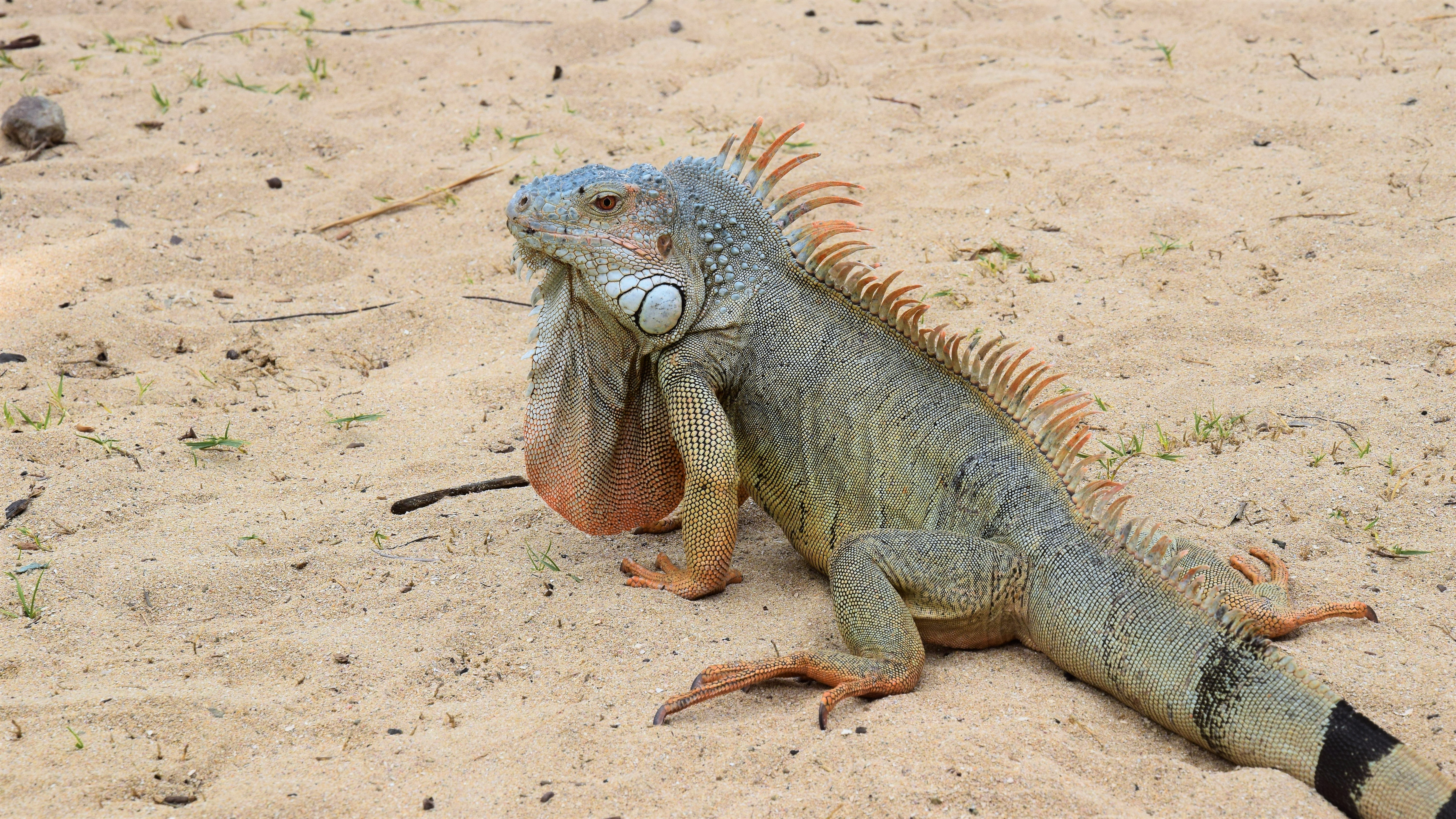
Antillenleguaan op Pinel Island.